# Палмайтис, Летас
Миколас Летас Палмайтис (лит. Mykolas Letas Palmaitis, имя при рождении — Николай Константинович Екимов; род. 14 мая 1944, Ленинград), известный также как Миккелс Клуссис (прусск. Mikkels Klussis), — литовский лингвист и общественный деятель, пропагандист возрождения прусского языка.

## Биография
Учился в Ленинградском институте точной механики и оптики, затем поступил на восточный факультет Ленинградского университета, который и окончил в 1970 г. со специализацией по семитологии. После этого переселился в Литву, откуда происходили предки его матери, и занялся балтистикой. Поменял фамилию на Палмайтис. В 1975 г. защитил в Вильнюсском университете диссертацию на соискание учёной степени кандидата филологических наук «История личных местоимений в балтийских языках». После того как КГБ помешал ему написать абилитационную работу в области прибалтийско-финно-угорских контактов, он начал изучать картвельские языки в Грузии, где в 1978 г. стал доктором наук по индоевропейским исследованиям. До 1979 г. работал в Грузии, защитил в Тбилисском университете докторскую диссертацию «Индоевропейская апофония и развитие деклинационных моделей в диахронно-типологическом аспекте»; диссертация была опубликована университетским издательством как монография. В 1981 году ВАК в Москве аннулировала его учёную степень, но Летас Палмайтис уже работал старшим научным сотрудником на кафедре Балтийской филологии Вильнюсского университета.
Памятником грузинского периода в работе Палмайтиса стали его исследования сванского языка, по итогам которых он (в соавторстве с Чато Гуджеджиани) опубликовал «Сванско-английский словарь» (англ. Svan-English Dictionary; Нью-Йорк, 1985) и книгу «Верхне-сванский язык. Грамматика и тексты» (англ. Upper Svan: Grammar and texts; Вильнюс, 1986).
Работал в Вильнюсском университете под руководством академика Витаутаса Мажюлиса. В 1998 году предпринял вторую, и опять безуспешную, попытку защитить докторскую диссертацию, после чего ушёл из университета, — диссертация опубликована в виде монографии «Развитие грамматической системы балтийских языков» (лит. Baltų kalbų gramatinės sistemos raida; 1998). В 1998—2000 гг. возглавлял организацию под названием Европейский институт рассеянных этнических меньшинств. В 2000 году институт потерял поддержку и был закрыт. С 2005 года Палмайтис начал сотрудничать с порталом «Кавказцентр».
В разные годы опубликовал в ведущих советских научных изданиях ряд статей по общей лингвистике («Аккузатив и род» // «Вопросы языкознания», 1979, № 4), семитологии («Заиорданье в свете надписей из Арада: остракон Рамат-Негев» // «Вестник древней истории», 1992, № 4) и другим дисциплинам.

## Прусский язык
В 1983 г. в соавторстве с В. Н. Топоровым Палмайтис опубликовал статью «От реконструкции старопрусского к рекреации новопрусского», в которой обсуждалась возможность возвращения вымершего прусского языка в число разговорных.
Продолжив занятия в этом направлении, сделал в 1995 г. публикацию «Первая прусская книга», а к концу 1990-х гг. подготовил и опубликовал сборник сохранившихся памятников прусского языка (англ. Old Prussian Written Monuments; 1997) и древнепрусский словарь (лат. Lexicon Borussicum Vetus; 1998). Прусско-русский и прусско-английский словари дорабатывались Палмайтисом на протяжении 2000-х годов, дополняясь реконструированной им лексикой.

## Общественная позиция
Палмайтис известен радикальными фундаменталистскими взглядами. Он, в частности, опубликовал книгу «Кто и когда похитил Европу?» (лит. Kas ir kada pagrobė Europą?; 2011) — сборник диалогов с политиком и публицистом Альгирдасом Патацкасом, в которых обличается инспирированная транснациональными корпорациями глобализация под руководством Бильдербергского клуба, а перед католицизмом ставится задача, в союзе с исламским возрождением, противостоять атеизму и сатанизму. Палмайтис участвовал в работе так называемого Международного движения за деколонизацию Кавказа (МДДК), поддерживал борьбу за независимость Чеченской республики Ичкерия, а в 2007 году вошёл в состав созданного по инициативе МДДК Международного антиимперского фронта, целью которого объявлена борьба с «российским и другими формами империализма».